# Mitrophyllum grande
Mitrophyllum grande är en isörtsväxtart som beskrevs av Nicholas Edward Brown. Mitrophyllum grande ingår i släktet Mitrophyllum och familjen isörtsväxter. Inga underarter finns listade i Catalogue of Life.